# Gare d'Auvelais
La gare d'Auvelais est une gare ferroviaire belge de la ligne 130, de Namur à Charleroi, située à Auvelais sur le territoire de la commune de Sambreville dans la province de Namur en Région wallonne.
Elle est mise en service en 1847 par l'administration des chemins de fer de l'État belge, le bâtiment voyageurs actuel est ouvert en 1936. C'est une gare de la Société nationale des chemins de fer belges (SNCB) desservie par des trains InterCity (IC), Suburbains (S61) et d'Heure de pointe (P).

## Situation ferroviaire
Établie à 97 mètres d'altitude, la gare d'Auvelais est située au point kilométrique (PK) 19,30 de la ligne 130, de Namur à Charleroi, entre les gares ouvertes de Jemeppe-sur-Sambre et Tamines.
Des trains de marchandises y passent également en provenance de Fleurus via une portion de l'ancienne ligne 147 Tamines-Landen reconstruite au début des années 2000 et prolongée par un nouveau raccordement aboutissant à Auvelais.

## Histoire
La halte d'Auvelais est mise en service, le 5 avril 1847 par les Chemins de fer de l'État belge, sur la ligne de Braine-le-Comte à Namur via Charleroi datant de 1843.
En 1859, une deuxième voie est ajoutée et la halte devient une station le 1er janvier. Le 18 avril 1860, dans la salle d'attente de la gare de Bruxelles-Nord, est procédée à l'adjudication publique des travaux de construction de bâtiments des recettes des gares d'Auvelais, Floreffe, Bracquegnies et Beaume. À Auvelais, ce bâtiment est mis en service en 1863.
Il s'agit d'un bâtiment standard dit "à pignons à redents" de sept travées. Tout comme celui de la gare de Floreffe, il a dû faire l'objet d'altérations par la suite. Sur les images prises avant 1914, il apparaît avec des rampants de pierre au lieu des redents sur les quatre pignons et les 12 lucarnes, des arcs en anse de panier au lieu des arcs bombés et des fenêtres d'aspect rectangulaires aux pignons.
Au début des années 1880, le nom de la station devient Auvelois, il redevient Auvelais en 1900.
Afin d'améliorer les installations de la gare et de moderniser la ligne, un plan de réaménagement est décrété au début de l'année 1914. Il comporte la construction d'un nouveau bâtiment de gare, d'une nouvelle halle à marchandises et le remplacement du passage à niveau par tunnel divisé en deux avec un passage pour les voyageurs un pour la traversée des piétons.

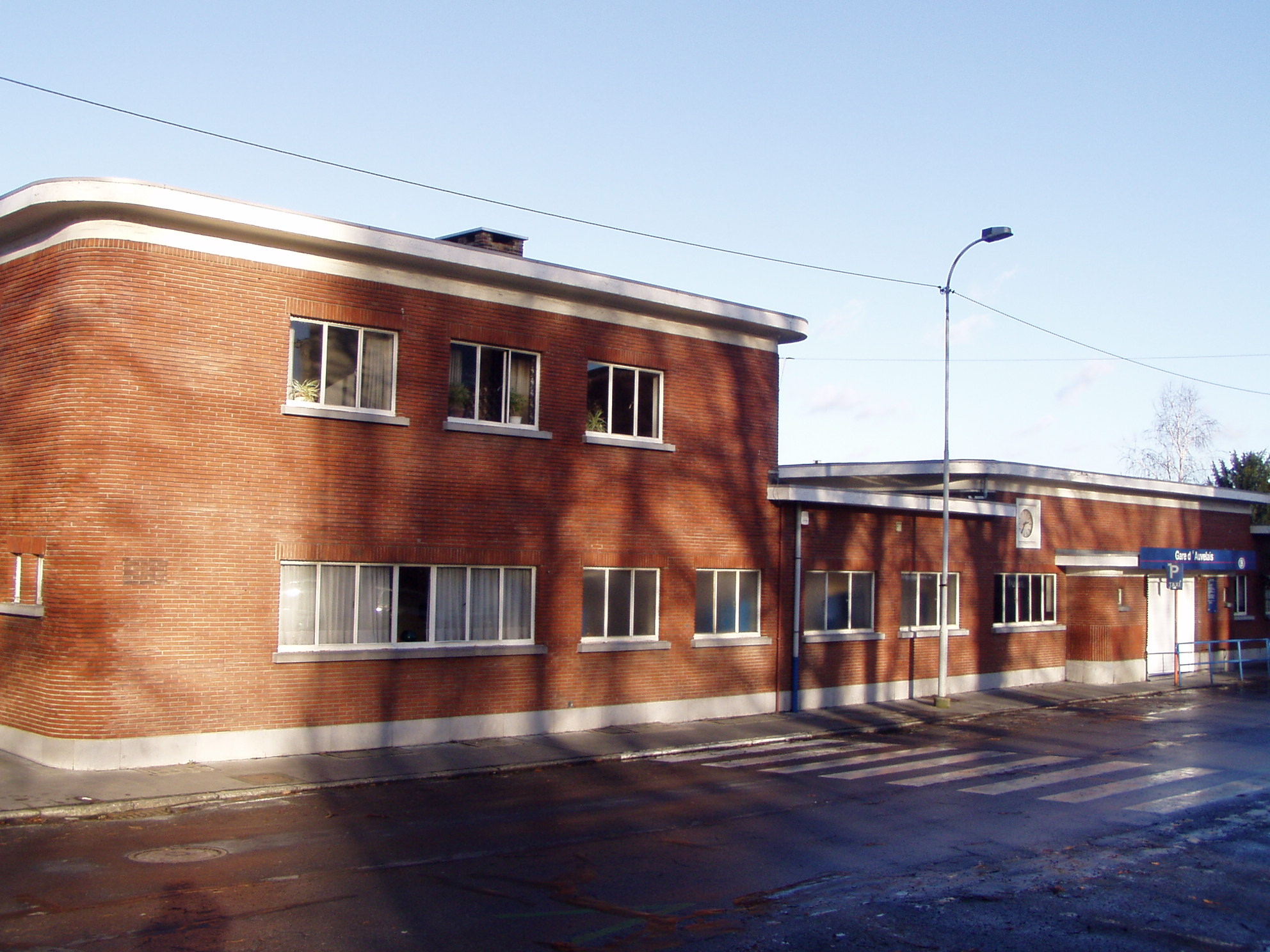
Bâtiment de 1937, côté rue.

En août 1914, au début de la Première Guerre mondiale, les Allemands incendient le bâtiment. Réparé avec un seul étage, il est utilisé jusqu'à sa démolition en 1937 pour laisser la place à un nouvel édifice construit de l'autre côté des voies en 1936.
Ce nouvel aménagement était déjà envisagé avant l'arrivée des Allemands en 1914. Le nouveau bâtiment est une des rares gares belges de style art-déco (Style « paquebot ») ; l'accès aux quais se fait par une passerelle métallique.
À la fin des années 1990, la gare retrouve des navetteurs qui chaque jour vont vers leur lieu de travail ou de scolarisation à Charleroi ou Namur. Pour faciliter et sécuriser l'accès aux quais, une passerelle provisoire est établie en 1999 rue des Auges. En 2001, la SNCB investit plus de 140 millions de francs pour la rénovation de la gare et la construction d'une nouvelle passerelle.

## Service des voyageurs

### Accueil
Gare de la SNCB, elle disposait d'un bâtiment voyageurs. Depuis le 28 juin 2013, la gare est devenue un point d'arrêt et le guichet est définitivement fermé. L'achat d'un titre de transport peut s'effectuer via l'automate de vente. La gare propose des aménagements pour les personnes à la mobilité réduite.
Une passerelle permet la traversée des voies et l'accès au quai central.

### Desserte
Auvelais est desservie par des trains InterCity (IC), Suburbains (S61) et d'Heure de pointe (P) de la SNCB, qui effectuent des missions sur la ligne commerciale 130 (Charleroi - Namur).

#### Semaine
La desserte régulière est constituée de deux trains S61 par heure. Les premiers relient Jambes (ou Namur) à Ottignies et Wavre via Charleroi ; les seconds étant cantonnés au trajet de Jambes à Charleroi-Central.
Tôt le matin, un train IC-25 Namur - Mons et un IC-25 Mons - Herstal s'y arrêtent, ainsi qu'un autre IC Namur-Mons, un Herstal - Mons et un Herstal - Charleroi-Central tard le soir. Les autres passent sans s'arrêter.
Deux trains d'heure de pointe (P) circulent de Jemeppe-sur-Sambre à Charleroi-Central et Bruxelles (Schaerbeek) le matin et effectuent le trajet inverse l'après-midi.
Il existe aussi un aller-retour Tamines - Jemeppe-sur-Sambre - Gembloux, via la ligne 144.

#### Week-end et jours fériés
La desserte est moins étoffée : un train IC-25 Mouscron - Tournai - Mons - Charleroi - Namur - Huy - Liège - Herstal - Liers, toutes les heures, et un train S61 entre Namur et Ottignies via Charleroi, toutes les deux heures.

### Intermodalité
Un parc pour les vélos et un parking pour les véhicules y sont aménagés.
Elle est desservie par trois lignes de bus. Pour le TEC Namur-Luxembourg, il s'agit de la ligne 36 (Spy) - Ham-sur-Sambre - Arsimont - Auvelais - Tamines (gare SNCB) qui circule uniquement les jours de semaine (dans ou en dehors des périodes scolaires) de manière non régulière (seulement à certaines heures de la journée), le départ se fait à côté du bâtiment de la gare (côté centre d'Auvelais) ; et la ligne 58 Spy/St-Martin - Jemeppe-sur-Sambre - Auvelais - Tamines - Moignelée qui circule du lundi au samedi à raison de 2 bus par heure et par sens la semaine (renforcement aux heures de pointe) et un bus par heure et par sens le samedi, le départ se fait du côté de la passerelle de la gare (rue du Docteur Romedenne). La ligne 155/156 Chatelineau - Farciennes - Wanfercée-Baulet - Keumiée - Velaine-Sur-Sambre - Auvelais - Tamines/Moignelée - Aiseau - Chatelet/Chatelineau - Gilly est quant à elle assurée par le TEC Charleroi et circule tous les jours (semaine et week-end) à raison d'au moins un bus par heure et par sens avec des renforcements aux heures de pointe la semaine, le départ se fait du côté de la passerelle de la gare (rue du Docteur Romedenne).

## Comptage voyageurs
Ce graphique et tableau montre le nombre de voyageurs embarquant en moyenne durant la semaine, le samedi et le dimanche.
| Nombre de passagers qui embarquent à la gare d'Auvelais | Nombre de passagers qui embarquent à la gare d'Auvelais | Nombre de passagers qui embarquent à la gare d'Auvelais | Nombre de passagers qui embarquent à la gare d'Auvelais |
|                                                         | Semaine                                                 | Samedi                                                  | Dimanche                                                |
| ------------------------------------------------------- | ------------------------------------------------------- | ------------------------------------------------------- | ------------------------------------------------------- |
| 1977                                                    | 1 247                                                   | 359                                                     | 298                                                     |
| 1978                                                    | 1 160                                                   | 371                                                     | 300                                                     |
| 1979                                                    | 1 148                                                   | 397                                                     | 284                                                     |
| 1980                                                    | 1 138                                                   | 600                                                     | 301                                                     |
| 1981                                                    | 1 214                                                   | 377                                                     | 316                                                     |
| 1982                                                    | 1 188                                                   | 397                                                     | 268                                                     |
| 1983                                                    | 1 123                                                   | 363                                                     | 289                                                     |
| 1984                                                    | 939                                                     | 306                                                     | 223                                                     |
| 1985                                                    | 1 008                                                   | 306                                                     | 217                                                     |
| 1986                                                    | 1 018                                                   | 261                                                     | 182                                                     |
| 1987                                                    | 956                                                     | 229                                                     | 207                                                     |
| 1988                                                    | 987                                                     | 296                                                     | 252                                                     |
| 1989                                                    | 1 104                                                   | 276                                                     | 261                                                     |
| 1990                                                    | 962                                                     | 365                                                     | 365                                                     |
| 1991                                                    | 1 232                                                   | 346                                                     | 297                                                     |
| 1992                                                    | 949                                                     | 278                                                     | 252                                                     |
| 1993                                                    | 891                                                     | 328                                                     | 204                                                     |
| 1994                                                    | 1 084                                                   | 385                                                     | 212                                                     |
| 1995                                                    | 970                                                     | 310                                                     | 233                                                     |
| 1996                                                    | 624                                                     | 281                                                     | 224                                                     |
| 1997                                                    | 1 009                                                   | 364                                                     | 294                                                     |
| 1998                                                    | 821                                                     | 294                                                     | 220                                                     |
| 1999                                                    | 705                                                     | 221                                                     | 192                                                     |
| 2000                                                    | 748                                                     | 277                                                     | 170                                                     |
| 2001                                                    | 671                                                     | 192                                                     | 194                                                     |
| 2002                                                    | 654                                                     | 237                                                     | 175                                                     |
| 2003                                                    | 678                                                     | 232                                                     | 172                                                     |
| 2004                                                    | 723                                                     | 260                                                     | 164                                                     |
| 2005                                                    | 698                                                     | 236                                                     | 191                                                     |
| 2006                                                    | 629                                                     | 242                                                     | 184                                                     |
| 2007                                                    | 657                                                     | 242                                                     | 186                                                     |
| 2008                                                    | -                                                       | -                                                       | -                                                       |
| 2009                                                    | 717                                                     | 240                                                     | 189                                                     |
| 2010                                                    | -                                                       | -                                                       | -                                                       |
| 2011                                                    | -                                                       | -                                                       | -                                                       |
| 2012                                                    | 607                                                     | 211                                                     | 171                                                     |
| 2013                                                    | 647                                                     | 302                                                     | 198                                                     |
| 2014                                                    | 681                                                     | 285                                                     | 205                                                     |
| 2015                                                    | 616                                                     | 223                                                     | 165                                                     |
| 2016                                                    | 581                                                     | 212                                                     | 180                                                     |
| 2017                                                    | 644                                                     | 235                                                     | 180                                                     |
| 2018                                                    | 497                                                     | 218                                                     | 202                                                     |
| 2019                                                    | 492                                                     | 230                                                     | 174                                                     |
| 2020                                                    | 367                                                     | 197                                                     | 174                                                     |
| 2021                                                    | -                                                       | -                                                       | -                                                       |
| 2022                                                    | 459                                                     | 235                                                     | 215                                                     |
| 2023                                                    | 562                                                     | 261                                                     | 220                                                     |
| 2024                                                    | 638                                                     | 179                                                     | 145                                                     |